# Hugo Hamilton (1791–1876)
Hugo Didrik Hamilton, född 11 juni 1791 på Kronovall, död 5 mars 1876 i Tillberga socken, var en svensk greve och militär. Han var sonson till Gustaf David Hamilton och far till Hugo Hamilton.
Hugo Hamilton var son till Axel Hamilton och Beata Elisabet von Essen af Zellie. Han blev kornett vid Livregementsbrigadens husarkår 1802, löjtnant 1812 och bevistade fälttåget mot Norge 1814. Hamilton befordrades till ryttmästare 1815, till andre major vid Smålands husarregemente 1822 och till förste major vid sistnämnda regemente 1825. Han beviljades överstelöjtnants avsked 1826. Hamilton blev riddare av Svärdsorden 1822 och kommendör av Vasaorden 1860. Han tilldelades Karl XIV Johans medalj 1854.